# 小行星6876
小行星6876（6876 Beppeforti）是一颗绕太阳运转的小行星，为主小行星带小行星。该小行星于1994年9月5日发现。

## 轨道参数
小行星6876的轨道半长轴为2.2853052 UA，离心率为0.145。